# Гуделл (Айова)
Гуделл (англ. Goodell) — місто (англ. city) в США, в окрузі Генкок штату Айова. Населення — 140 осіб (2020).

## Географія
Гуделл розташований за координатами 42°55′25″ пн. ш. 93°36′51″ зх. д. / 42.92361° пн. ш. 93.61417° зх. д. (42.923730, -93.614062).  За даними Бюро перепису населення США в 2010 році місто мало площу 1,11 км², уся площа — суходіл.

## Демографія
Згідно з переписом 2010 року, у місті мешкало 139 осіб у 69 домогосподарствах у складі 36 родин. Густота населення становила 125 осіб/км².  Було 77 помешкань (70/км²).
Расовий склад населення:
| - 95,0 % — білих - 5,0 % — осіб інших рас |

До двох чи більше рас належало 0,0 %. Частка іспаномовних становила 11,5 % від усіх жителів.
За віковим діапазоном населення розподілялося таким чином: 11,5 % — особи молодші 18 років, 69,1 % — особи у віці 18—64 років, 19,4 % — особи у віці 65 років та старші. Медіана віку мешканця становила 50,9 року. На 100 осіб жіночої статі у місті припадало 113,8 чоловіків;  на 100 жінок у віці від 18 років та старших — 119,6 чоловіків також старших 18 років.
Середній дохід на одне домашнє господарство  становив 39 561 долар США (медіана — 37 500), а середній дохід на одну сім'ю — 45 716 доларів (медіана — 47 500). Медіана доходів становила 35 000 доларів для чоловіків та 22 000 доларів для жінок. За межею бідності перебувало 31,0 % осіб, у тому числі 53,7 % дітей у віці до 18 років та 5,3 % осіб у віці 65 років та старших.
Цивільне працевлаштоване населення становило 56 осіб. Основні галузі зайнятості: виробництво — 25,0 %, освіта, охорона здоров'я та соціальна допомога — 23,2 %, транспорт — 10,7 %, роздрібна торгівля — 10,7 %.